# Jeffrey Quill
Pour les articles homonymes, voir Quill.
Jeffrey Kindersley Quill est un pilote d'essai britannique né le 1er février 1913 à Littlehampton et mort le 20 février 1996 à Andreas.
Après avoir été pilote dans la Royal Air Force (RAF) et de la Royal Naval Reserve (RNR) au début de la Seconde Guerre mondiale, il est le deuxième pilote d'essai à avoir volé sur le Supermarine Spitfire après Joseph Summers. Il travaille aussi sur le futur Hawker Hurricane.
Il est membre de l'Ordre de l'Empire britannique.